# Оружие массового поражения Швейцарии
Швейцария разработала подробные планы по приобретению и испытанию ядерного оружия во время холодной войны. Менее чем через две недели после ядерных бомбардировок Хиросимы и Нагасаки швейцарское правительство начало рассматривать возможность создания ядерного оружия и продолжало свою ядерную программу в течение 43 лет, до 1988 года. Тогда она подписала и ратифицировала Договор о нераспространении ядерного оружия. Также Швейцария имела программу по разработке и испытанию химического оружия.

## Ядерная программа

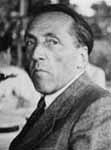
Пауль Шеррер, глава «Комиссии по атомной энергии Швейцарии»

15 августа 1945 года Ганс Фрик, оберст швейцарской армии, направил письмо федеральному советнику Карлу Кобельту с просьбой, чтобы Швейцария рассмотрела возможность приобретения ядерного оружия в целях самообороны. Федеральный совет санкционировал создание комиссии для этого в ноябре 1945 года.
8 июня 1946 года швейцарское правительство создало «Комиссию по атомной энергии Швейцарии» (нем. Schweizerische Studienkommission für Atomenergie) под руководством Пауля Шеррера, физика и профессора Швейцарской высшей технической школы Цюриха. Целью комиссии было изучение гражданского использования ядерной энергии и научно-технической основы для создания ядерного оружия. Особого прогресса группа не добилась; однако события холодной войны, особенно советское вторжение в Венгрию в 1956 году и гонка ядерных вооружений в середине 1950-х годов, придали новый толчок.
Секретная комиссия по рассмотрению возможного приобретения собственного ядерного оружия была учреждена начальником Генерального штаба швейцарских вооружённых сил Луи де Монмолленом на заседании 29 марта 1957 года. Цель комиссии состояла в том, чтобы сориентировать Федеральный совет Швейцарии на возможность приобретения ядерного оружия.
11 июля 1958 года Федеральный совет опубликовал публичное заявление, в котором говорилось, что, хотя мир без ядерного оружия отвечает интересам Швейцарии, принятие ядерного оружия соседними странами вынудит её поступить аналогичным образом. 23 декабря 1958 года Федеральный совет поручил Министерству обороны рассмотреть реализацию создания ядерного оружия. Однако усилия по-прежнему были сосредоточены на изучении и планировании.
На референдуме, проведённом в апреле 1962 года, большинство швейцарцев проголосовали против запрета ядерного оружия внутри страны. В мае следующего года на референдуме по поводу оснащения Вооружённых сил ядерным оружием по желанию народа, вновь большинство проголосовало против.
К 1963 году были составлены подробные технические предложения, конкретные арсеналы и сметы затрат. 15 ноября 1963 года был выпущен 58-страничный доклад, подготовленный доктором Полом Шмидом, в котором излагаются теоретические основы швейцарского ядерного вооружения. 28 ноября 1963 года заместитель начальника Генерального штаба оценил затраты на создание урановой ядерной бомбы в 720 миллионов швейцарских франков, без учёта 20 миллионов франков на первоначальные фундаментальные исследования. Он также подсчитал, что если решение будет принято в пользу плутония вместо урана, то стоимость составит более 2 миллиардов швейцарских франков. Планировалось провести 7 подземных ядерных испытаний в необитаемом районе Швейцарии — месте радиусом 2—3 километра.
Кроме того, Швейцария закупила уран и хранила его в ядерных реакторах, приобретённых у США, первый из которых был построен в 1960. В период с 1953 по 1955 год Швейцария закупила около 10 тонн оксида урана из Бельгийского Конго с разрешения США и Великобритании. Швейцария также рассматривала возможность закупок у Китайской Республики и Южно-Африканского Союза.
Весной 1964 года группа, работавшая в Военном ведомстве, которая одобрила ядерные испытания в Швейцарии, представила Федеральному совету секретный план создания ядерного оружия. На первом этапе плана должно было быть закуплено 50 бомб мощностью 60—100 килотонн. На втором этапе будет закуплено еще 200 бомб. Чтобы окончательно прояснить, следует ли проводить ядерные испытания в Швейцарии, начальник военного штаба Якоб Аннасон обратился к федеральному советнику Полю Шоде, главе военного ведомства, с просьбой получить разрешение Федерального совета на общий бюджет в размере 20 миллионов швейцарских франков.

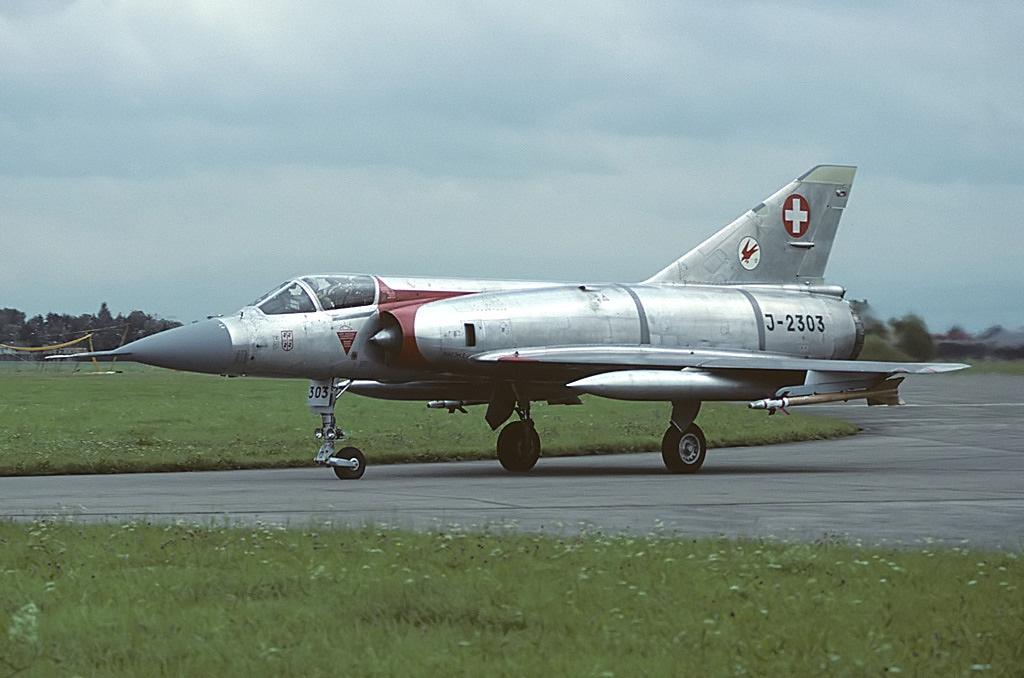
Dassault Mirage III швейцарских ВВС (1988 год)

Главной военной целью было ядерное сдерживание, однако стратеги рассматривали швейцарский потенциал ядерного удара как часть превентивной войны против СССР. Реактивный самолет швейцарских ВВС Dassault Mirage III был бы способен доставить ядерные бомбы до Москвы. Они также предположили, что оружие может быть использовано на швейцарской земле против возможных сил вторжения.

## Запрет ядерного оружия
7 июля 2017 года Швейцария проголосовала за Договор о запрещении ядерного оружия, первый подобный международный договор о запрещении ядерного оружия. Однако в 2018 году швейцарское правительство изменило свою позицию и выступило против подписания договора.

## Биологическое и химическое оружие
Швейцария не обладала биологическим оружием и не считала, что его приобретение отвечает её интересам. Швейцария подписала Конвенцию о биологическом оружии в апреле 1972 года и ратифицировала её в 1976 году. Страна также подписала Конвенцию о химическом оружии в январе 1993 года и ратифицировала её в марте 1995 года.
В 1937 году генерал Анри Гизан и верховное командование швейцарской армии создали секретную программу по разработке и созданию химического оружия. Начиная с 1939 года, были произведены сернистый иприт, а также хлорацетофенон. Летом 1940 года в нескольких кантонах были проведены масштабные учения с использованием миномётов с газообразным полихлорированный нафталин. Только в кантоне Ури было отравлено 14 000 сельскохозяйственных коров, которых швейцарская армия затем подвергла эвтаназии. Программа также произвела 330 тонн иприта, который оказалось трудно хранить, и поэтому программа была остановлена в 1943 году генералом Гизаном, который приказал сжечь химическое оружие на территории оружейной фабрики «Альтдорф», известной сегодня как RUAG Ammotec.